# Гамбург-Північ
Гамбург-Північ (нім. Hamburg-Nord) — один з 7 районів міста Гамбург, Німеччина.  У 2020 році, за даними відділу реєстрації жителів, населення становило 315 514 осіб на площі 57,5 км². Район складається з 13 міських частин (нім. Stadtteilen):
- Альстердорф (нім. Alsterdorf)
- Бармбек-Норд (нім. Barmbek-Nord)
- Бармбек-Зюд (нім. Barmbek-Süd)
- Дульсберг (нім. Dulsberg)
- Епендорф (нім. Eppendorf)
- Фульсбюттель (нім. Fuhlsbüttel)
- Ґросс Борстель (нім. Groß Borstel)
- Гогелюфт-Ост (нім. Hoheluft-Ost)
- Гогенфельде (нім. Hohenfelde)
- Лангенгорн (нім. Langenhorn)
- Ольсдорф (нім. Ohlsdorf)
- Уленгорст (нім. Uhlenhorst)
- Вінтерхуде (нім. Winterhude)